# الکساندرا، جیمینا استرزلس
الکساندرا، جیمینا استرزلس (به لاتین: Aleksandrów, Gmina Strzelce) یک منطقهٔ مسکونی در لهستان است که در Gmina Strzelce واقع شده‌است.